# Didier Seban
Didier Seban (né le 12 février 1958 à Casablanca) est un avocat français.
Durant ses études de droit à l'université de Paris I, il est élu en mai 1976 au bureau national de l’Union nationale des étudiants de France (UNEF) en plein mouvement contre la réforme du deuxième cycle portée par la secrétaire d’État aux Universités, Alice Saunier-Seïté. En mai 1977, il est nommé secrétaire national de ce syndicat étudiant. Au 65e congrès, en février 1979, il est élu président de février 1979 à novembre 1981. Il est l'un des artisans de la nouvelle stratégie, dite de la Solidarité étudiante adoptée au congrès de Reims en avril 1980. Avocat depuis le 18 février 1981, il fonde en 1984 le Cabinet SEBAN AVOCATS, spécialisé en droit public, privé et pénal pour les acteurs du secteur public et de l’économie sociale et solidaire dont il est aujourd'hui le Président.
Didier Seban est également connu pour son travail et engagement auprès des familles de victimes dans les affaires de crimes sériels et non élucidés, dites aussi « Cold Cases »,,,,.

## Formation
Il est diplômé de l’Institut d’études politiques de Paris et obtient un DEA en droit social à Paris I. A 20 ans, il est élu président du syndicat étudiant Union nationale des étudiants de France (UNEF) de 1979 à 1981.

## Carrière d’avocat

### Une carrière de pénaliste
Après ses études de droit, il prête serment en 1981 et commence sa carrière en tant qu’avocat à Paris. Il commence son parcours en droit pénal.
Didier Seban entame sa carrière aux côtés de Jean-Louis Pelletier pendant plus d’un an. Travaillant ensuite à son compte, le praticien défend un grand nombre de détenus.

### Une carrière de publiciste
En 1984, Didier Seban fonde son Cabinet SEBAN AVOCATS spécialisé en droit public, droit privé et droit pénal pour les acteurs publics et de l'économie sociale et solidaire.

### Affaires de crimes sériels et non élucidés
Depuis 2001, Didier Seban défend les familles de victimes de crimes anciens et non élucidés en réexaminant les dossiers et en saisissant la justice.
Didier Seban a défendu les familles des victimes dans les meurtres commis par Michel Fourniret et Monique Olivier : Estelle Mouzin, Jeanne-Marie Desramault, Joanna Parrish et Marie-Angèle Domèce.
Il est également l'avocat des familles des victimes nommées "Les disparues de l'Yonne" et des victimes de Saône et Loire représentées par l’association "Christelle".